# Isomyia capilligonites
Isomyia capilligonites är en tvåvingeart som beskrevs av Liang 1991. Isomyia capilligonites ingår i släktet Isomyia och familjen Rhiniidae. Inga underarter finns listade i Catalogue of Life.